# Interactions médicaments-aliments
De nombreuses substances non médicamenteuses peuvent interagir avec des médicaments. C'est le cas de certains aliments.

## Liste des aliments et principes actifs interagissant
- Pamplemousse avec Cisapride, immunosuppresseurs et Statines [1].
- Chou avec antivitamines K
- Millepertuis avec antidépresseurs